# Johnsburg, Illinois
Johnsburg är en ort (village) i McHenry County, i delstaten Illinois, USA. Enligt United States Census Bureau har orten en folkmängd på 6 342 invånare (2011) och en landarea på 18,3 km².